# Toyota Isis
La Toyota Isis è una autovettura di prodotta dalla casa automobilistica giapponese Toyota dal
al 2004 al 2017.
La vettura è un grande monovolume a sette posti prodotto a Susono su licenza dalla Kanto Auto Works su contratto per la Toyota. È stata realizzata e venduto esclusivamente per il Giappone ed è stato lanciata sul mercato nel settembre 2004. È dotato di porte scorrevoli ed è disponibile con la trazione anteriore o le quattro ruote motrici e con motorizzazioni a benzina da 1,8 e 2,0 litri. 

## Descrizione

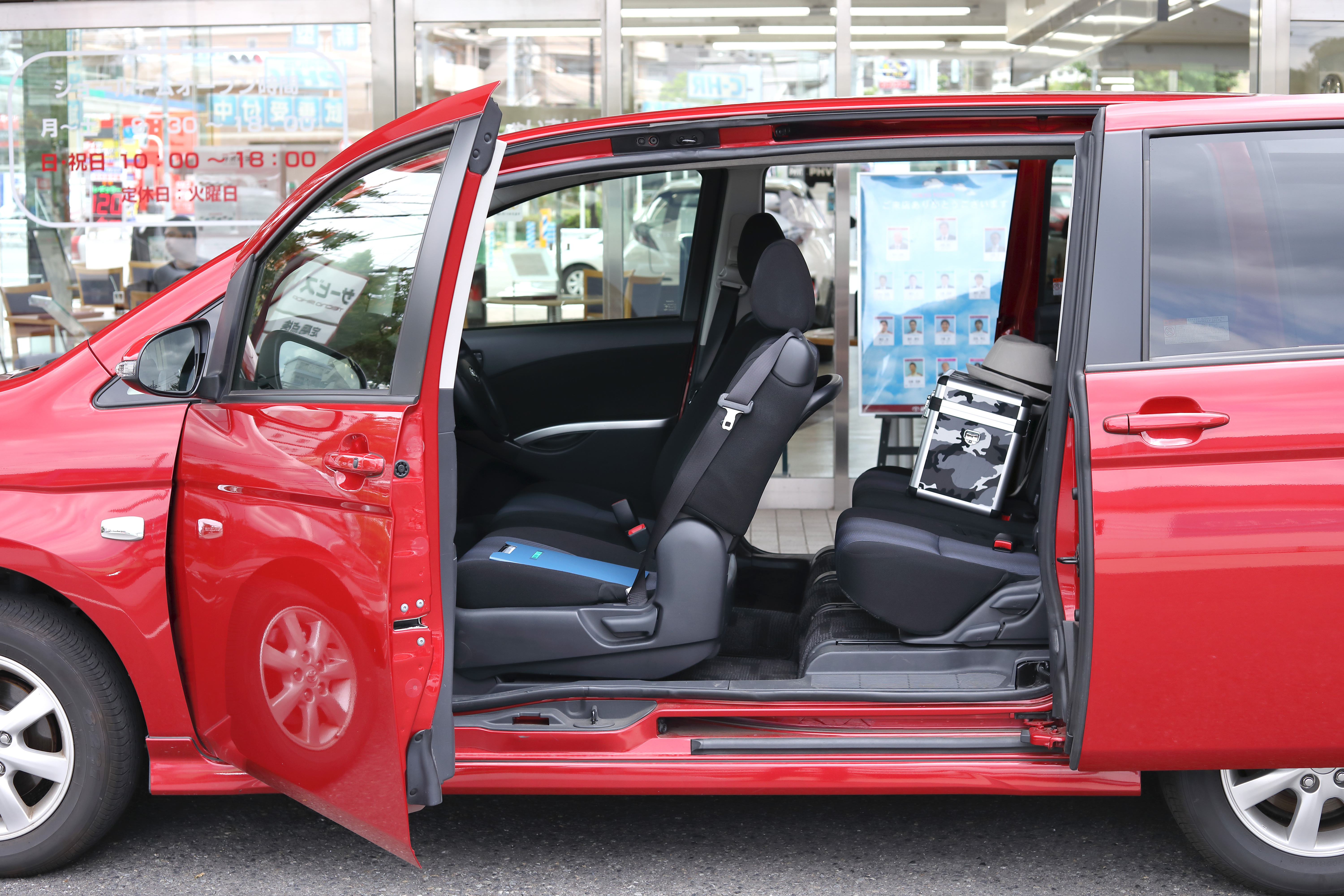
Vista laterale con le portiere aperte; notare assenza del montante centrale

Il nome della vettura riprende quello dell'omonima dea della mitologia egizia.
Il veicolo utilizza le portiere anteriori incernierate ad un cardine, mentre le posteriore sono scorrevoli, senza l'ausilio di un montante centrale in quanto la porta del passeggero anteriore e la porta scorrevole del passeggero posteriore si bloccano quando sono chiuse. Questo sistema viene utilizzato solo sul lato passeggero. Le porte sul lato del conducente si chiudono e aprono in modo convenzionale. Il sedile del passeggero anteriore può essere ripiegato su se stesso ed essere inclinato in avanti per fornire un ulteriore spazio di accesso ai passeggeri. Le porte funzionano in modo indipendente in modo che le porte possano essere aperte indipendentemente l'una dall'altra. Questa caratteristica delle portiere è stata utilizzata per la prima volta da Toyota sulla Toyota Raum. Un sistema simile è stato poi utilizzato anche sulla Toyota Tundra Extra Cab 2000-2006 e dalla Ford B-Max. Questo tipo di apertura delle portiere è stato utilizzato per la prima volta sulla Nissan Prairie nel 1981. 
La vettura è uscita di produzione in Giappone l'11 dicembre 2017.